# Медаль «10 років незалежності Республіки Казахстан»
Ювілейна медаль «10 років незалежності Республіки Казахстан» (каз. Қазақстан Республікасиниң тәуелсіздігіне 10 жил) - державна нагорода Республіки Казахстан, заснована на підставі Указу Президента Республіки Казахстан від 27 серпня 2001 року № 675.

## Положення про медалі
Медаллю нагороджуються громадяни Республіки Казахстан та іноземні громадяни, які зробили значний внесок у становлення державності, зміцнення суверенітету і в соціально-економічний розвиток Республіки Казахстан.

## Опис
Медаль «Қазақстан Республикасының тәуелсіздігіне 10 жыл» виготовлена зі сплаву томпак і має форму кола діаметром 34 мм
На аверсі медалі в центрі, на тлі стилізованої цифри 10, що складається з одиниці й сонця з розбіжними променями, зображений головний фрагмент пам'ятника незалежності Республіки Казахстан в місті Алмати (Сакський воїн стоїть на Барсі).
У верхній частині медалі розташований напис «Қазақстан».
На реверсі медалі у верхній частині розташований напис «Қазақстан Республікасиниң тәуелсіздігіне 10 жил», в нижній частині — «10 років незалежності Республіки Казахстан». Написи розділені елементом національного орнаменту.
Медаль за допомогою вушка і кільця з'єднується з колодкою шестикутної форми, виготовленої з латуні, 50 мм заввишки та 34 мм шириною, обтягнутою муаровою стрічкою кольору Державного Прапора Республіки Казахстан (блакитного) з трьома жовтими й двома червоними чергуються смужками. У верхній частині колодки є п'ятикутна металева накладка, в нижній — фігурна скоба.
Медаль виготовлена на казахстанському монетному дворі в Усть-Каменогорську.